# Битка при Толваярви
Битката при Толваярви се провежда на 12 декември 1939 г. между Финландия и СССР. Тя е първата голяма победа за Финландия през Зимната война.

## Подготовка
След началото на Зимната война финландските войници северно от Ладожкото езеро започват предварително планираното отстъпление. Не се е смятало за възможно Съветите да разположат голям брой войски в тази камениста област, но те разгръщат цяла дивизия която настъпва по пътя между Суоярви и Толваярви. Съветското настъпление представлява голяма заплаха за комуникационната линия на 4-ти Финландски корпус. За да предотвратят тази опасност, финландското висше командване събира „група Талвела“ предвождана от Пааво Талвела.

## Сили
- Финландската „Група Талвела“ състояща се от 16-и пехотен полк (JR 16) предвожда от Ааро Паджари, „Бригада Расанен“ състояща се от четири отделни батальона – ErP 9, ErP 10, ErP 112 и PPP 7 – и един батальон от 6-и артилерийски полк.

- Съветската 139-а стрелкова дивизия, състояща се от 718-и, 609-и и 364-ти стрелкови полк.

## Планът
Финландският план е да обградят съветската дивизия, чрез две атаки над замръзналите езера Хирвасярви и Толваярви. Северната атака над Хирвасярви е трябвало да започне в 8.00, а втората – когато първата доведе до резултати. Това е променено и двете атаки започват в 8.00.

## Битката
Северната група, състояща се от два батальона, скоро среща съпротива след като среща съветския 718-и полк, който се подготвя за атака по финландския фланг. До обед финландските войски се оттеглят до своята линия. Въпреки че тази атака се проваля, тя попречва на 718-и полк да атакува финландския фланг или да изпрати подкрепа на юг.
Докато вторият батальон от 16-и финландски пехотен полк (II/JR 16) се подготвя да атакува пътя, е атакуван от съветския 609-и полк. Въпреки това Финландците успяват да атакуват след като получават подкрепа от артилерията. Финландската атака продължава към хотел, разположен на тесен провлак между двете езера. Паджари решава да използва резервите си за атака над съветските войски около хотела. Хотелът е превзет и в него са намерени мъртъв съветски полков командир и документите на целия полк.
Финландците отстъпват обратно за нощта. На сутринта полковник Талвела настоява за нова атака и 139-а дивизия е отблъсната назад, а на 20 – 22 декември е унищожена край Яглаярви. Осъществен е контакт и със 75-а съветска дивизия, която е изпратена като подкрепление.

## Последствия
Финландските загуби са над 100 убити и 250 ранени. Съветските загуби са над 1000 убити и много от екипировката: оръдията на две артилерийски батареи, противотанкови оръдия, около 20 танка и 60 картечници. Битката е важна офанзивна победа за финландците и е много важна за морала на финландската армия.
|  | Тази страница частично или изцяло представлява превод на страницата Battle of Tolvajärvi в Уикипедия на английски. Оригиналният текст, както и този превод, са защитени от Лиценза „Криейтив Комънс – Признание – Споделяне на споделеното“, а за съдържание, създадено преди юни 2009 година – от Лиценза за свободна документация на ГНУ. Прегледайте историята на редакциите на оригиналната страница, както и на преводната страница, за да видите списъка на съавторите. ВАЖНО: Този шаблон се отнася единствено до авторските права върху съдържанието на статията. Добавянето му не отменя изискването да се посочват конкретни източници на твърденията, които да бъдат благонадеждни. |